# 牛津大学莫德林学院
莫德林学院（英語：Magdalen College）是牛津大学的一个学院，位于英国牛津。莫德林学院由温彻斯特主教威廉创建于1458年。莫德林学院被认为是牛津大学最美的学院之一，也是参观者最多的学院之一。

## 歷史
莫德林學院由溫徹斯特主教威廉·韦恩弗雷特成立于1458年。此外約翰·法斯特爾夫爵士也曾為該學院的建立捐出了一部分財產。莫德林學院附近、和該學院實際沒什麽關係的莫德林堂（Magdalen Hall）後來發展成牛津大學赫特福德學院。
莫德林學院在20世紀獲得的聲譽要歸功於C·S·劉易斯和A·J·P·泰勒，他們是當時極富盛名的作家和學者。1979年該學院開始接受女性入學。

## 外部連結
- Official site （页面存档备份，存于）
- Virtual Tour of Magdalen College （页面存档备份，存于）
- Magdalen College, Oxford （页面存档备份，存于） History, map and large photo gallery
- A history of the choristers of Magdalen Chapel, Oxford